# 斯卡特16毫米相机

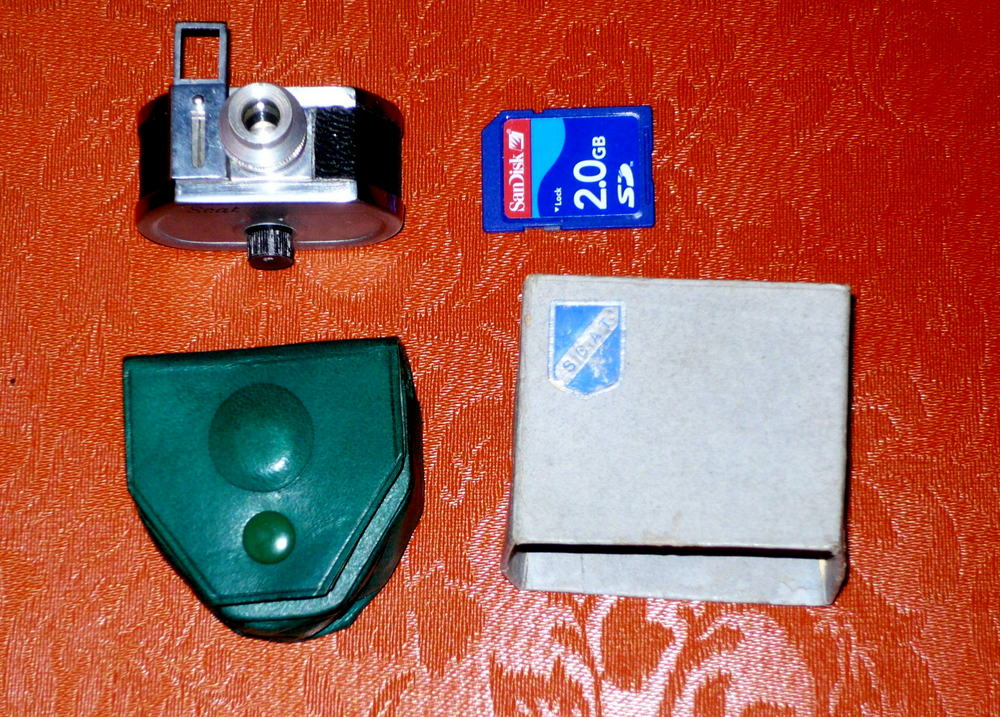
意大利斯卡特16毫米相机

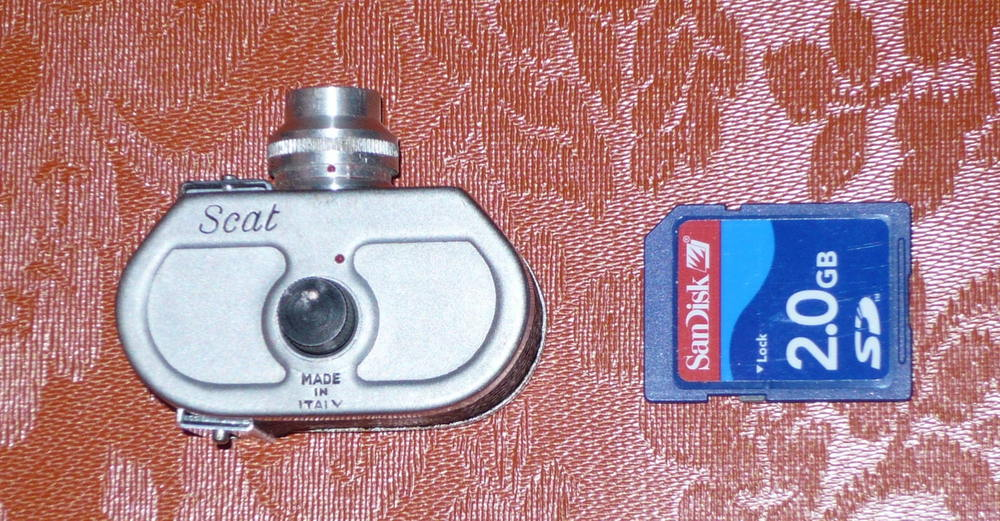
意大利Scat相机

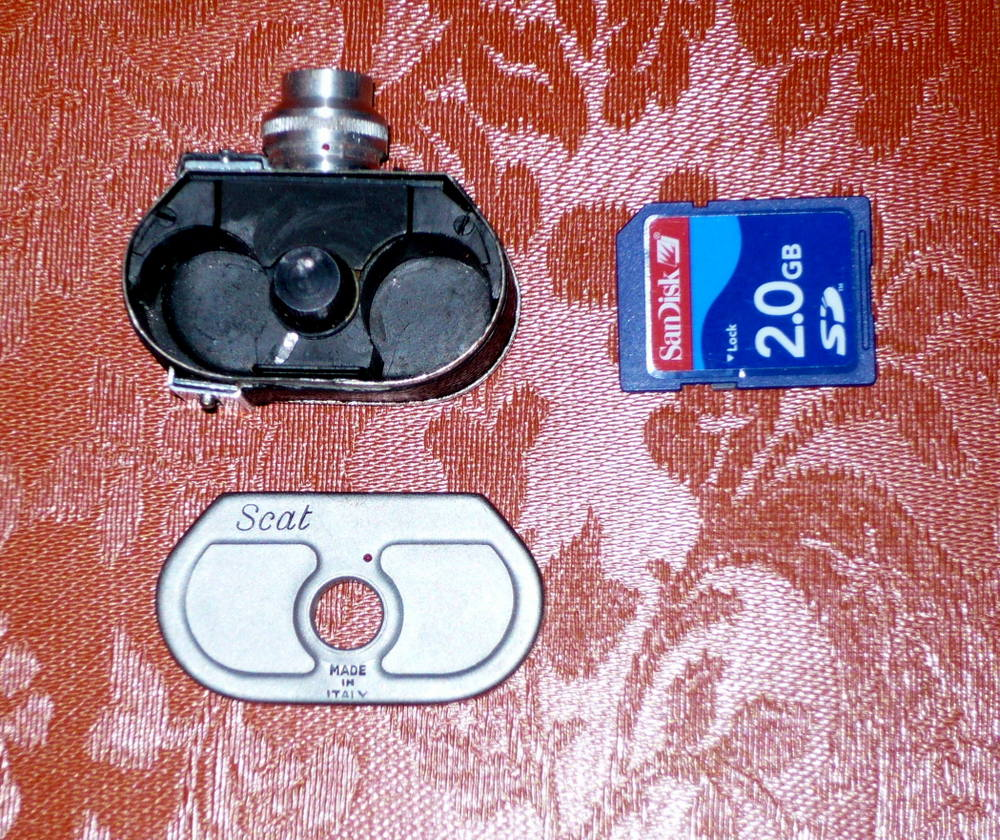
斯卡特相机打开顶盖

斯卡特16毫米相机（Scat）是世界上最小的16毫米胶卷微型相机，由1947年意大利罗马的技术制作公司（Societa Contruzioni Articoli Technici）设计制作，相机的名字（SCAT）来自公司名字的第一个字母。

## 特点
铝质机身，包裹蛇皮。
机身顶盖上有Scat 字样，和 「Made In Italy」， 相机底盘上有 f  1:3.5 字样。
尺寸 ： 48x43x30毫米
重量 ：70克
镜头 ：25毫米  F/3.5
转动镜头可对焦，距离刻度  1.5米，3米，5米，无穷
快门 ：1/250 秒
取景器 ：方框型取景器。
胶卷 ： 双边空16毫米胶卷
机顶黑色旋钮，训时针转动，胶卷前进一幅，反时针转动，开启快门。
像幅 ： 7x10毫米
附件 ： 特制的胶卷暗盒;红滤色镜，绿滤色镜各一。

## 景深

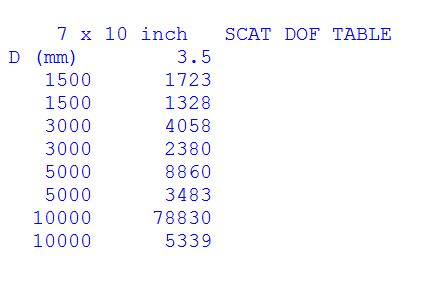
斯卡特16毫米相机的景深表